# Manvel (Texas)
Manvel é uma cidade localizada no estado norte-americano do Texas, no Condado de Brazoria.

## Demografia
Segundo o censo norte-americano de 2000, a sua população era de 3046 habitantes.
Em 2006, foi estimada uma população de 4600, um aumento de 1554 (51.0%).

## Geografia
De acordo com o United States Census Bureau tem uma área de
60,3 km², dos quais 60,3 km² cobertos por terra e 0,0 km² cobertos por água. Manvel localiza-se a aproximadamente 16 m acima do nível do mar.

## Localidades na vizinhança
O diagrama seguinte representa as localidades num raio de 16 km ao redor de Manvel.